# Fabienne Feraez
Fabienne Feraez, née le 6 août 1976, est une athlète de haut niveau spécialiste du sprint dont la carrière, débutée sous les couleurs françaises, se prolonge, à partir de 2003, sous celles du Bénin.

## Carrière sportive
Commençant l'athlétisme assez tard, elle remporte un premier titre de championne de France espoirs sur 200 m en 1998. En 1999, elle remporte son premier titre de championne de France senior sur 200 m et fait partie du collectif relais 4 × 100 m français médaillé d'argent aux championnats du monde de Séville.
En 2003, elle prend la décision de représenter le Bénin, pays d'origine de son père au niveau international. Elle remporte les Championnats de France d'athlétisme 2006 sur 400 m. Porte-drapeau du Bénin aux Jeux olympiques d'Athènes de 2004 et de Pékin en 2008, elle détient les records nationaux sur 60 m, 100 m, 200 m, 400 m et relais 4 × 100 m.